# Алабастер (Алабама)
Алабастер (енгл. Alabaster) град је у америчкој савезној држави Алабама. По попису становништва из 2010. у њему је живело 30.352 становника.

## Демографија
Према попису становништва из 2010. у граду је живело 30.352 становника, што је 7.733 (34,2%) становника више него 2000. године.
| Група             | 2000.          | 2010.          |
| Белци             | 19.654 (86,9%) | 22.782 (75,1%) |
| Афроамериканци    | 2.250 (9,9%)   | 4.105 (13,5%)  |
| Азијати           | 144 (0,6%)     | 271 (0,9%)     |
| Хиспаноамериканци | 348 (1,5%)     | 2.723 (9,0%)   |
| Укупно            | 22.619         | 30.352         |